# Лурье, Леонид Эммануилович
Леонид Эммануилович Лурье (Аарон Лурье, лит. Leonidas Lurje; 10 марта 1910, Одесса — 7 января 1983, Тель-Авив) — советский театральный режиссёр, актёр и преподаватель.

## Биография
В 1931 году поступил в актёрскую студию БелГОСЕТа (Белорусского Государственного еврейского театра в Минске), а в 1936 году — на режиссёрский факультет ГИТИСа (по классу Н. М. Горчакова). Дебют Лурье  режиссёра состоялся весной 1941 года премьерой спектакля «Учитель» по пьесе С. Герасимова. Вторым спектаклем стал «Фельдмаршал Кутузов» по пьесе В. Соловьёва. Эти спектакли показывались накануне войны на сцене Театра Революции в Москве. Во время войны, с 1942 по 1945 годы, он работал основным режиссером горьковского Драматического театра им. Чкалова, ставил военно-патриотические пьесы, такие как «Парень из нашего города» К. Симонова, «Приказ по фронту» Г. Мдивани.
В течение 4 лет был ассистентом С. М. Михоэлса в Московском ГОСЕТе (Московском государственном еврейском театре).
С 1948 по 1952 год работал главным режиссёром  Казахского театра музыки и драмы (на казахском языке).
С 1952 года — главный режиссёр Псковского театра драмы.
С 1956 года на протяжении многих лет работал режиссёром-постановщиком Русского драматического театра в Вильнюсе (где поставил 33 спектакля), преподавал драматическое искусство в Государственной консерватории Литовской ССР, с 1958 года одновременно руководил самодеятельным Вильнюсским еврейским театром — единственным в те годы еврейским коллективом страны.
После репатриации в 1973 году в Израиль имя Леонида Лурье, спектакли которого были признаны критикой значительным явлением театральной культуры в СССР, было вычеркнуто из истории театра.
Жена — актриса Вильнюсского Русского драматического театра Нелли Михайловна Лурье-Машанская (род. 1927).
Созданием публичного архива режиссёра Леонида Эммануиловича Лурье занимаются исследователь Сергей Валерьевич Тырышкин и дочь Леонида Лурье — Елена Леонидовна Гольцфарб-Лурье.